# Nvda

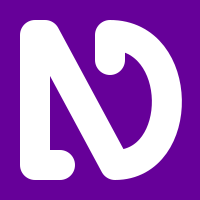

NVDA, acronimo di NonVisual Desktop Access, è uno screen reader, per il sistema operativo Windows, distribuito con licenza GPL.
Si tratta di un programma rivolto principalmente a non vedenti o ipovedenti gravi, sviluppato a partire dal 2006 su iniziativa del programmatore non vedente Michael Curran.

## Funzionalità
Il software legge tramite un programma di sintesi vocale, di default ESpeak, ciò che compare su schermo. Sono inoltre supportati tutti i sintetizzatori aderenti agli standard Sapi4 o Sapi5. Per molte sintesi vocali, tra le quali Silvia, Giulia,. Espeak, Pico, sono disponibili dei dizionari sul sito italiano di NVDA che migliora la pronuncia di diverse centinaia di parole.
Le caratteristiche principali possono essere riassunte nei seguenti punti:
- Supporto alle applicazioni più comuni come browser web, posta elettronica, wordprocessor e software per chattare.
- Sintesi vocale incorporata capace di parlare più di 43 lingue
- Capacità di funzionare interamente da una chiavetta USB o altri dispositivi portatili senza bisogno di installazione
- Installazione guidata semplice ed intuitiva tramite sintesi vocale
- Supporto al prompt dei comandi di Windows e alle applicazioni lanciate da console
- Annuncio automatico del testo sul quale è posizionato il mouse, con possibilità opzionale di conoscere la posizione del mouse stesso sullo schermo
- Annuncio automatico della formattazione dei caratteri, ad esempio stile, dimensione, nome e errori ortografici
- Supporto per molti Display braille
- Tradotto in 42 lingue
- Supporto ai sistemi operativi più moderni, comprese le edizioni a 32 e 64 bit
- Gestione delle videate di logon e quelle relative alla sicurezza
- Supporto alle più comuni interfacce per l'accessibilità, come Microsoft Active Accessibility, Java Access Bridge, IAccessible2 e UI Automation (quest'ultima viene supportata a partire da Windows7 e successivi).

Nel susseguirsi delle versioni, sono state introdotte altre funzionalità tra cui la navigazione in linea (una modalità per l'esplorazione delle finestre), la possibilità di modificare la pronuncia di punteggiatura o simboli, la possibilità di generare una versione portable direttamente da una già installata ed inoltre si viene automaticamente avvisati della disponibilità di una nuova versione, agevolandone in questo modo l'aggiornamento. NVDA è ora compatibile con componenti aggiuntivi, in grado di ampliare ulteriormente le sue funzionalità, messi a disposizione da altri sviluppatori; per favorirne l'installazione è stata aggiunta la voce "Gestisci Componenti Aggiuntivi" nel menu "Strumenti" del programma.